# Sabine Monirys
Sabine Monirys, née Sabine Jeanne Hélène Ducrot, le 10 décembre 1936 à Oran et morte dans le 15e arrondissement de Paris le 4 mars 2016 à l'âge de 79 ans, est une peintre, illustratrice et sculptrice française autodidacte.

## Biographie
Au début des années 1960, "Sabine" (c’est ainsi qu’elle signe alors ses œuvres) réalise des peintures naïves ; une fillette s’y perd dans des décors déformés par les rêves. Elle fréquente le peintre chinois Sanyu mais aussi Jan Voss, Cheval-Bertrand, Lourdes Castro, Roland Topor ou Guy de Cointet, qu’elle connaît depuis l’adolescence.
Elle épouse en avril 1959 le peintre Jacques Monory, avec lequel elle aura un fils en 1961, Antoine Monory,. Sabine se lie d’amitié avec le photographe Robert Frank, qui vient de publier Les Américains. En dépit des aléas de leurs vies respectives, Robert Frank et Sabine Monirys ne cesseront de s’écrire et vivront une amitié de près d’un demi-siècle. Elle se sépare de Jacques Monory en 1967 et devient la compagne du metteur en scène et comédien Jérôme Savary, directeur du Grand Magic Circus qu’il a fondé en 1966. Enceinte de son deuxième fils, elle devient l’héroïne du roman-photo Letizia que Savary imagine pour la revue Ali Baba, publiée à Milan. Elle collabore au Grand Magic Circus, illustre un livre pour enfants avec Jacques Prévert, un autre avec Roland Topor. En 1969 naît leur fils Robinson Savary.
Elle contribue régulièrement à la revue littéraire, artistique et féministe Sorcièresainsi qu’à Daily-Bul & Co.
Dans l’atelier de la rue Santos-Dumont, dans le 15e arrondissement de Paris, où elle s’installe avec ses fils Antoine et Robinson en 1974, Sabine entame de grands tableaux qu’elle signe désormais "Sabine Monirys". Sa peinture s’affirme, le tragique y côtoie une tendre ironie. Ses passions littéraires (Handke, Woolf, Bernhard, Walser…) affleurent dans le choix singulier des titres ou phrases, qu’elle recueille dans des carnets et appose à ses œuvres.
Elle présente une première exposition personnelle chez Fred Lanzenberg à Bruxelles en 1975 puis deux autres à Paris : galerie du Rhinocéros en 1976 et galerie Krief & Raymond en 1979.
Elle participe également à nombre d’expositions collectives, son travail se trouvant défendu par des critiques tels qu’Alain Jouffroy, Pierre Gaudibert, Gilbert Lascaut ou Olivier Kaepplin, ainsi que par la grande voix du Matin de Paris, Maïten Bouisset.
En 1977 elle fait partie de l'exposition Six Hommes, Six Femmes, organisée et présentée par Gérard Fromanger à la galerie Jean Larcade à Paris. La même année elle participe à la Biennale de São Paulo (São Paulo, Brésil), catégorie arte catastrófica, avec huit peintures à l'huile, La valise aux souvenirs, Elle se leva pour aller au wagon-restaurant, Peut-être la lumière était-elle trop vive ?, La jeune personne a des convulsions, vous le voyez bien, Reste la question du ciel, Il lui fallait encore une fois voir les étoiles, La Traversée des apparences et Pourquoi faut-il qu'elle frémisse ?.
De plus en plus maîtrisée, sa peinture observe la violence du monde, s’inspirant le plus souvent de photos de presse.
En 1980, elle expose à la Biennale de Venise, elle est la seule femme française à avoir eu ce privilège entre 1970 et 1982. Ce moment de gloire lui laisse pourtant un goût amer : un tableau intitulé Les Couteaux me terrifient est poignardé par un maniaque dans une des salles d’exposition.
En 1983, Sabine Monirys expose chez J. et J. Donguy à Paris. Elle emménage dans le 13e arrondissement de Paris, où elle restera jusqu’à sa mort.
Entre 1976 et 1985, plusieurs de ses œuvres intègrent les collections d’institutions telles que le musée d’Art moderne de la Ville de Paris, le musée d’Art moderne et contemporain de Strasbourg, le Musée de Grenoble, le Centre national des arts plastiques, ainsi que d’importantes collections privées, en France et à l’étranger.
En 1986, Sabine Monirys opère un tournant. Elle peint des visages sur papier, qu’elle déchire pour n’en garder que les yeux puis lâche ces lambeaux dans une tempête de peinture. La toile est lacérée, grattée, froissée accueille parfois des débris qui viennent s’agréger au tableau. Elle expose ces œuvres sur papier à la galerie Hérold à Bruxelles en 1991.
À l’orée des années 1990, Sabine Monirys aborde la sculpture et le dessin. Elle barde des figurines de clous et d’éclats de verre (série Les Ames barbelées) et remplit des carnets de dessins rageurs. Ceux-ci forment une fresque dans laquelle cauchemars et visions sexuelles ont pour contrepoint des phrases à l’humour grinçant glanées dans la presse du jour.
En 1993, elle anime un atelier d'art plastique au centre pénitentiaire de Clairvaux.
En 2001, Sabine Monirys publie aux En vain l’azur; un ouvrage réunissant une partie de ses dessins conçu avec la complicité de l'écrivain Nicolas Vatimbella et publié par les Éditions du Seuil.
Marquée par l’accident cérébral que subit son fils Antoine Monory en 2003, Sabine Monirys se tourne vers une forme de journal intime – mêlant plantes, herbes et pétales de fleurs séchées à des aphorismes ou pensées écrits au crayon, elle compose de minuscules cahiers qu’elle appelle des "herbiers". Avec le temps, ses œuvres deviennent plus drôles, plus libres et sur la fin plus paisibles, comme si l’artiste avait atteint, par-delà ses combats intimes, la sagesse à laquelle elle aspirait.
En 2024, une exposition de l'œuvre de Sabine Monirys est organisée par la Galerie Kaléidoscope sous le titre Messieurs, il fait froid ici. Les œuvres présentées portent sur les années 1977-1986,,.

## Œuvres dans les collections publiques
- Petite elle était somnambule, peinture, 1976, musée d'Art moderne de Paris[13]
- Vous ne devineriez jamais ce que ça m'a permis de voir, huile sur toile, 1976, Centre national des arts plastiques[14]
- Sans titre, maquette de cerf-volant réalisée dans le cadre du Festival d'automne à Paris, 1976, Centre national des arts plastiques[15]
- Pourquoi une femme tremble t-elle ?, peinture, 1979, musée d'Art moderne et contemporain de Strasbourg (MAMCS)[16]
- Bonjour!, huile sur toile, 1980, musée de Grenoble[17]
- Frétiller n'a rien d'utile, huile sur toile, 1980, Centre national des arts plastiques[18]
- Je suis un habitant, mais d'où ?, peinture, 1981, musée d'Art moderne de Paris[19]
- Pour le moment vous continuez à crier, huile sur toile, 1982, Centre national des arts plastiques[20]
- Bonsoir tout le monde, lithographie et collage sur papier, 1991, Centre national des arts plastiques[21]
- Aïe! Aïe! Aïe!, sculpture, alliages ferreux, papier, carton, plume d'oie, textile, bois et peinture, 1996, Centre national des arts plastiques[22]
- Vos songes, s'il vous plaît !, béton, plumes, verre cassé, oiseau naturalisé, écorces de palmier, herbes, brindilles, coquillage et ferraille, 2000, Centre national des arts plastiques[23]

## Expositions personnelles
- 2024 Galerie Kaléidoscope, Messieurs il fait froid ici, Paris, 23 avril - 20 juillet [24]
- 2006 Galerie-Cinéma Accatone, Dessins, Paris
- 2000 Centre de Créations pour l’Enfance, Frissons - Les âmes barbelées, Sculptures, Tinqueux-Reims, France
- 1999 Galerie J. et J. Donguy, Le regard intérieur (photographies), Paris
- 1994 Galerie Nishida, Nara, Japon
- 1992 Crypte de l’église de l’Assomption, Ondes de pierre, Rosnay-L’Hôpital, France
- 1991 Galerie Hérold, Peintures, Bruxelles, Belgique
- 1983 Galerie J. et J. Donguy, Peintures, Paris
- 1979 Galerie Krief-Raymond, Un temps de chien, Paris [25]
- 1976 La Galerie du Rhinocéros, Sabine Monirys – peintures, Paris [26]
- 1975 Galerie Fred Lanzenberg, Peintures, Bruxelles, Belgique [27]

## Publications
- Roland Topor (Texte) et Sabine Monirys (Images), Les Deux caprices : histoire en images, Grasset & Fasquelle, coll. « Grasset Jeunesse  », 1974 (ISBN 978-2-246-00108-9, présentation en ligne).
- Véronique Mayssone (Auteur) et Sabine Monirys (Illustrations), Eros, au hasard, Dumerchez & éditions HumuS de Lausanne, coll. « L'Indiscrète   », 1999, 40 p. (ISBN 978-2-912927-22-4, présentation en ligne).
- Sabine Monirys (Auteur), La Petite, Le Petit Jaunais , 1999 (présentation en ligne)
- Sabine Monirys, Crie-criez… Criez !!… Criez !!…, Nantes, Le Petit Jaunais, 1999.
- Gilbert Lascault (Texte) et Sabine Monirys, Frissons, Les Âmes barbelées, Tinqueux, Centre culturel, Centre de création pour l’enfance, 2000
- Nicolas Vatimbella (Auteur) et Sabine Monirys (Illustrations), En vain l'azur, Seuil, novembre 2001, 120 p. (ISBN 978-2-02-051148-3)
- Sabine Monirys, « Souvenirs d'instants : une approche sensible », la revue art et thérapie, Paris, art & thérapie, nos 84/85 « En prison : l'art en liberté surveillée »,‎ décembre 2003 (présentation en ligne).
- Sabine Monirys, « « J’ai commencé à peindre sur papier vers 1985 ; sa matière est très belle, je pourrais dire sensuelle et j’aime sa matité… » », Midi, Revue de littérature et d’art, vol. n°26,‎ octobre 2007.
- Sabine Monirys, « « Souvenirs d’instants » », Midi, Revue de littérature et d’art, vol. n° 27,‎ juin 2008.
- Sabine Monirys, Ubuntu – dessins, peintures, etc., réalisations 1985-2012 (livre d'artiste conçu par Catalina Trujillo), 2012.
- Sabine – Lettres de Robert Frank à une artiste française, Paris, Pierre Bergé & Associés, 2017. Fac-simile d'une correspondance (hors commerce)
- Sabine Monirys (avant-propos de Peter Handke et essai de Rakhee Balaram), Messieurs, il fait froid ici, Paris, galerie Kaléidoscope, 2024 (ISBN 978-2-38203-197-1)

## Illustrations
- Jacques Prévert (Texte) et Sabine Monirys (illustrations), Il Grande Gatto, Milan, Emme Edizioni, 1973
- Le Grand Magic Circus et ses Animaux Tristes - Le Grand Méchant Cochon et Les Trois Gentils Petits Loups, Album 1974, Artwork[28]
- Sorcières - Les femmes vivent, no 7 « Écritures », 1977, p. 1
- Sorcières - Les femmes vivent, no 8 « Fidélités », 1977, p. 50
- Sorcières - Les femmes vivent, no 9 « Le sang », 1977, p. 64
- On est en pétard de mystique : quelle histoire ! : Thierry Dumanoir (Auteur), De leurs cellules, le bleu du ciel : le développement culturel en milieu pénitentiaire, Éditions de l'Atelier  , 1994, 106 p. (ISBN 9782708230927)